# Organizacija
La mafia russa (in russo: русская мафия), denominata anche Organizacija, è il complesso di organizzazioni criminali di stampo mafioso originarie della Federazione Russa.

## Storia
La storia di queste organizzazioni può essere schematicamente divisa in due momenti: ossia prima e dopo la dissoluzione dell'Unione Sovietica.

### Durante l'Unione Sovietica
La mafia russa consisteva in piccoli gruppi con un basso livello e un  basso grado di organizzazione, che avevano come obiettivo primario quello di soddisfare la domanda di beni resi irreperibili dall'economia pianificata comunista del blocco sovietico ed ottenuti con la complicità di pubblici funzionari corrotti. Stalin cercò di combattere la criminalità organizzata deportando migliaia di malavitosi nei gulag.
Questi, però, spesso riuscivano a tenere in pugno i loro secondini minacciandone le famiglie. In questo modo i loro capi, i cosiddetti vory v zakone ("ladri nella legge", in russo) potevano dirigere le loro attività criminali dalle prigioni. Come ogni altra organizzazione criminale in giro per il mondo, ambito di azione principale della mafia erano e sono i lucrosi racket del traffico di alcool, droga, prostituzione e, più in generale, del mercato nero.

### Russia post-sovietica
Con il passaggio all'economia di mercato la mafia russa fa il salto di qualità e può occuparsi di tutte le attività remunerative (legali o meno) anche alla luce del sole, poiché il controllo statale pressoché scompare. Durante questo periodo la mafia russa si sposta anche all'estero e organizza delle filiali negli USA, Israele, Regno Unito, Svizzera, Austria, Repubblica Ceca, Slovacchia, Slovenia, Romania, Germania, Irlanda del Nord, Finlandia, Francia e Italia.
Quando, alla fine degli anni ottanta, con le istituzioni statali al collasso, i funzionari pubblici potevano giustificare la loro esistenza solo imponendo una burocrazia complessa ed estenuante che bloccava il normale funzionamento civile, economico ed industriale del paese e l'unico modo per facilitare l'approvazione di una pratica era corrompere i funzionari mentre per procurarsi un pezzo di ricambio o un medicinale bisognava rivolgersi al mercato nero, le organizzazioni mafiose cominciarono a dedicarsi anche a questo tipo di affari. Ad esempio nel 1987 la burocrazia sovietica era guidata da trentotto comitati federali, trentatré ministri centrali ed oltre trecento ministeri regionali ed autorità con competenze su tutto lo Stato. Con le aziende e industrie di stato direttamente sotto il suo controllo, la burocrazia impiegava circa venti milioni di lavoratori equivalente al 20% di tutta la forza lavoro.
Così, a partire dal 1991, la mafia non fece altro che uscire allo scoperto espandendo le proprie attività da quelle dei racket tradizionali ad ogni aspetto della vita civile (edilizia, industria, banche, ecc.). Negli anni novanta, scoppiarono diversi conflitti di mafia per il controllo del racket e il controllo di diverse industrie; il più violento rimane quello avvenuto a Togliatti tra circa 15 gruppi criminali per il controllo dell'industria AvtoVAZ.

### Dalla fine del XX secolo ad oggi
In sintesi i motivi del fulmineo successo in quegli anni della criminalità organizzata sono riconducibili a tre fattori principali tra loro correlati:
1. il massiccio ricorso a metodi violenti, se altre soluzioni non portavano ai risultati desiderati. Nei primi anni novanta, infatti, la recrudescenza della criminalità in tutta la Russia è stata notevole, anche a danno di funzionari ed imprenditori i quali, se non soddisfacevano le richieste dei criminali, erano prima fatti oggetto di un'azione violenta e, se perduravano nell'ignorarli, assassinati. Tra le vittime vi sono anche presidenti delle maggiori banche del paese.
2. l'inadeguatezza della polizia che, sottopagata, con organici sottodimensionati, mancanza di esperienza e ben infiltrata dalle stesse bande criminali, semplicemente non riusciva a fronteggiare il fenomeno.
3. la corruzione incoraggiata dall'inflazione galoppante dei primi anni del post-comunismo.

Occorre infatti considerare che, durante il regime sovietico, il tasso di cambio era mantenuto artificialmente stabile a 2 rubli per 1 dollaro statunitense. Il cambio era enormemente favorevole al rublo, ma l'economia interna riusciva a funzionare non perché vi fosse penuria di liquidità ma per mancanza di beni di consumo da acquistare derivante dall'isolamento.

A prezzi politici, inoltre, erano disponibili anche le risorse naturali del ricco sottosuolo del paese: oro, diamanti, gas, petrolio. Queste venivano comprate in rubli (o semplicemente trafugate) e rivendute all'estero (spesso illegalmente) a prezzi di mercato e nelle divise forti. Una piccola frazione di quanto incassato era reimportato per acquistare nuove forniture e pagare le necessarie bustarelle che mantenevano in funzione il meccanismo. Il rimanente costituiva i proventi del traffico che facilmente generavano profitti enormi, importi che erano investiti in nuove imprese criminali o legittime, in patria come all'estero. Grazie a questo denaro sono riusciti a costruire degli enormi imperi finanziari dove hanno riciclato i loro capitali investendo somme enormi.
La successiva sostanziale liberalizzazione dell'economia e dei traffici commerciali portò con sé l'inflazione che erose il potere di acquisto dei dipendenti a reddito fisso, riducendoli letteralmente in miseria. Inoltre, l'impreparazione della gente al nuovo modello di vita rese facile anche dar vita a truffe colossali: con il regime sovietico esisteva un'unica banca, immediatamente dopo ne sorsero come funghi circa 8000. Molte, però, erano istituite da truffatori o, nel migliore dei casi, incapaci che poi scappavano con i soldi raccolti o fallivano o semplicemente non reggevano la pressione della criminalità (negli anni novanta 400 banchieri caddero vittima di atti criminali), facendo sfumare risparmi e speranze di tanti. Di tutte quelle banche solo circa 400 hanno visto il terzo millennio e di queste appena qualche decina hanno le capacità professionali per avere rapporti con imprenditori ed istituti di credito stranieri.
Così molti impiegati a reddito fisso avevano stipendi che non assicuravano loro neppure la sopravvivenza. Così la mafija cominciò ad infiltrarsi sempre più in ogni aspetto della vita economica e sociale del paese in un periodo cruciale per il suo futuro economico: la privatizzazione di industrie e servizi oltre che l'alienazione di beni mobiliari ed immobiliari, prima tutti di proprietà statale.
Questo spiega un'altra peculiarità dimostrata dalla mafija che ha impressionato gli osservatori stranieri: la facilità e velocità con cui ha aggiunto alla gestione dei racket tradizionali quella di attività legali.
In base ad un'inchiesta denominata "Troika" effettuata da due giudici spagnoli e portata all'attenzione della Corte centrale spagnola, sono emerse informazioni rilevanti sul fenomeno mafioso in Russia, secondo cui vi sarebbero dei collegamenti tra alte cariche dello stato e membri della banda di Tambov, il clan mafioso preponderante nella San Pietroburgo degli anni novanta, quando il Presidente Putin era vicesindaco della città.
Nel 2010 il sito WikiLeaks arrivò a definire la Russia "uno stato mafioso virtuale", nel quale è impossibile riconoscere le attività proprie del governo da quelle illecite di stampo mafioso, essendo forte il collegamento tra le due.

## Struttura
La scarsa conoscenza dovuta alla chiusura del mondo sovietico prima della sua caduta ha indotto alcuni a ritenerlo un fenomeno del tutto nuovo, nato dal caos indotto dalla dissoluzione delle vecchie istituzioni. In realtà in Russia è sempre esistita una rete di organizzazioni illegali che, diversamente da Cosa nostra, non hanno mai avuto una struttura verticistica che ne coordinasse le attività. Non sono dirette, cioè, da una cupola mafiosa ma sono divise in bande più o meno potenti su base locale (anche molto estese, abbracciando facilmente intere province o Repubbliche) e i cui riti di iniziazione possono prevedere anche tatuaggi per distinguere gli affiliati.
Si può senza troppi problemi dividere l'organizzazione in 3 livelli:
- Piccoli gruppi composti da 10/15 persone, indipendenti dall'organizzazione ma ad essa affiliati
- Grandi brigate di 200/300 persone (in numero di circa 500), che controllano i gruppi più piccoli e sparse su tutto il territorio
- I così detti "ladri nella legge" (vor v zakone), in numero di circa 150, sono le cosche con più potere, sia economico che politico, spesso sono avvocati, medici, ingegneri e politici. Sono in grado di svolgere le più colossali operazioni finanziarie, avendo loro il capitale disponibile.

## Modus operandi
Molti dei mafiosi russi conducono una doppia vita: una pubblica di uomini di affari di successo con interessi nei campi più disparati e una nascosta di capi di organizzazioni criminali ben più redditizie delle prime. Molti sono industriali, ma molto più spesso immobiliaristi e costruttori. Infatti, uno degli ambiti di investimento legittimi più convenienti e redditizi individuati e sfruttati dalla mafija negli ultimi anni di vita dell'Unione Sovietica è stato quello immobiliare: con la complicità di burocrati compiacenti (o indotti a collaborare con la violenza), in quegli anni la mafija si è accaparrata a prezzi irrisori oltre ad industrie, concessioni minerarie, ecc. vasti terreni edificabili intorno a tutte le maggiori città del vasto paese. Su queste hanno poi costruito con partner occidentali, preoccupandosi di fornire maestranze che non scioperavano, di proteggere i cantieri, di assicurare la fornitura di materiali, ecc.
Costruiti gli edifici, cominciarono poi a partecipare alla loro gestione e quindi ai profitti derivanti dalla loro vendita o affitto, assicurandosi anche una facciata di rispettabilità oltre che un modo per riciclare il denaro sporco. Il sistema per riciclare il denaro di provenienza illecita è tipico dei criminali ed è un sistema di società, alcune fittizie, collegate tra loro a rete, una dentro l'altra. La rete consiste di società a statuto e ragione sociale generica (in Italia Temirtrans service, Business Italia Tourist service, Big Tour, Prima) in modo da comprendere qualsiasi tipo di attività commerciale, in modo da giustificare qualsivoglia rapporto contrattuale. Bonifici o acquisto di beni hanno consentito la sostituzione e il "lavaggio" del denaro proveniente da reati.
Altre attività includono il traffico di droga, attività principale all'esterno del CSI, dal traffico di armi (trafugate dagli arsenali dell'ex Unione Sovietica) a quello di organi. La violenza per forzare il sistema usata nei primi anni è andata via via scemando in quanto col tempo le sole minacce, insieme al ricordo delle punizioni inflitte nel passato, erano sufficienti per avere dalla propria parte funzionari pubblici o imprenditori privati. Ma la violenza del passato insieme alle minacce del presente ha indotto una grande richiesta di sicurezza da parte delle aziende nazionali o straniere per proteggere beni e persone. Per soddisfare questa richiesta sono nate numerose società specializzate in sicurezza un po' in tutta la Russia ed in special modo a San Pietroburgo e soprattutto Mosca. Esse impiegavano spesso ex-militari provenienti dai tanti corpi speciali dell'ex-URSS, senza lavoro dopo la caduta del regime e la riduzione delle spese militari con conseguente ridimensionamento degli organici. La stessa criminalità organizzata ha utilizzato come copertura per i propri uomini le società di sicurezza così da giustificare, di fronte alla legge, la loro necessità del porto d'armi. In teoria la milizia, la polizia russa, avrebbe dovuto verificare l'adeguatezza dei soggetti (fedina penale, capacità, equilibrio psicologico), ma attraverso la corruzione questo ostacolo era facilmente superato.

## Terminologia
- vory v zakone: ladro in legge, posizione apicale nella mafia russa[5]
- schodka: assemblea di capi-mafia
- migdoma: raccomandazione per essere ladro in legge
- obšak: cassa comune
- pachan: una sorta di autorità nel sistema dei ladri

## Organizzazioni principali
- Dolgoprudnenskaja
- Izmajlovskaja[6]
- Lupi di Tambov (Tambovskaja) di San Pietroburgo[7]
- Grandi Urali
- Solncevskaja bratva[8]
- Orechovskaja Medvedkovskaja banda
- Malyševkskaja
- Kazangänget
- Clan Shvarlis

## Diffusione nel mondo

### Europa
In Europa sono presenti in Italia, Spagna, Paesi Bassi, Lituania, Estonia, Lettonia, Gran Bretagna, Romania, Germania, Austria, Svizzera, Francia, Libano e Israele. Le attività criminali riguardano i precursori dell'eroina, droghe sintetiche, traffico d'armi, traffico di esseri umani, prostituzione, estorsione, riciclaggio di denaro.
Nel 2008 Guenadis Petrov e Leonid Christoforov della mafia russa si vantavano di aver truccato molte partite della coppa UEFA, per rubare le scommesse legate al calcio. Al vaglio dei dirigenti 26 partite truccate. Petrov e qualcuno dei suoi uomini sono in prigione dal giugno scorso.
Nel 2013 il rapporto di Transcrime sugli investimenti delle mafie in Europa evidenzia la presenza russa/georgiana in Italia nei trasporti, nell'agricoltura e altre attività commerciali, in Spagna nel settore energetico, in Francia nel settore alberghiero, in Germania nella gestione di locali notturni e nell'acquisto di immobili, nel Regno Unito in attività estrattive, finanziarie e commerciali e nei Paesi Bassi nella ristorazione e nel settore alberghiero.

### Italia
I primi dati riguardo alla presenza di tali organizzazioni si hanno negli anni novanta del XX secolo, nella regione dell'Emilia-Romagna, in particolare nella città di Rimini e sulla costa romagnola. I mafiosi russi girano in riviera e riciclano il denaro sporco, comprando attività commerciali e gestendo il mercato nero. Vendono l'ecstasy, prodotta nei loro laboratori clandestini, ai giovani che frequentano le discoteche e gestiscono il narcotraffico di coca dalla Colombia in Europa. L'organizzazione si allarga presto nelle regioni del Centro e del Nord-Est, tra Emilia, Marche, Toscana e Veneto. Yuri Ivanovich Essine, detto “Samosval”, è stato uno dei nuovi, potentissimi capi che hanno scelto l'Italia come quartier generale: aveva trovato degli agganci nel mondo politico e imprenditoriale. Era socio al 30% della “Globus Trading”, nella cui compagine societaria figurava anche l'ex-forlaniano Alberto Grotti, già in carcere per la maxitangente Enimont. Verso il 1998, la Solncevskaja bratva di Mosca, può contare su un proprio capo a Roma che coordina gli investimenti della mafia russa in Italia. Dall'indagine risulta che rispettabili banchieri occidentali danno al boss russo consigli molto utili su come riciclare il denaro sporco dalla Russia in Europa, in maniera legale.
Nel 2000, a Prato in Toscana, la polizia di stato scopre un traffico di sordomuti costretti dalla mafia russa all'accattonaggio. È stata chiamata la "tratta degli storpi", assieme alla tratta delle baby-sitter, delle badanti e delle prostitute. I criminali controllano agenzie interinali e turistiche per reclutare lavoratori di ogni genere (soprattutto edili) e fornire loro documenti falsi. I ROS con l'operazione "Girasole", nel 2002, arrestano 75 criminali nell'ambito della tratta di corpi umani. Nel 2006 la Fondazione Caponnetto definisce la mafia russa l'organizzazione criminale più sottovalutata d'Italia. Nel 2002, sulla riviera romagnola, viene avviata un'inchiesta sulle estorsioni compiute ai danni dei commercianti russi nel 1998 che ha portato a numerosi arresti. Si è a conoscenza anche di riunioni (skhodka) che si svolgono in Italia per la coordinazione delle operazioni sul territorio; le indagini ne hanno accertata una il 1º dicembre 2011 in Corso Italia a Milano e una in programma il 18 settembre 2012 a Roma mai avvenuta per un rischio di intercettazione da parte delle forze di polizia italiane.
Al 2013 rappresentata dai gruppi Solncevskaja bratva, Izmajlovskaja, dai Lupi di Tambov e dal clan Kutaisi. Il 19 giugno 2013 in un'operazione internazionale vengono arrestate 28 persone riconducibili alle due organizzazioni criminali georgiane di Kutaisi e Rustavi (che comandano nella regione russa di Sochi) che operavano in tutta Europa, in Italia risiedevano a Bari, Napoli, Empoli, Venezia, Roma e Milano, di cui ben 13 col grado di vory v zakone, tutte appartenenti al clan Kutaisi, queste ultime sono state arrestate in Repubblica Ceca, Lituania, Russia, Portogallo e Ungheria. L'indagine scaturì un anno prima dell'omicidio a Bari di Tchuradze Rezav, detto “Rezo".

### Stati Uniti d'America
Negli USA dalla loro zona principale Brighton Beach a Brooklyn gestiscono dalla metà degli anni novanta il traffico di droga e di armi ed anche la prostituzione, nel tentativo di espandersi si sono scontrati con successo anche con Cosa Nostra americana e le triadi, tradizionali controllori di questi traffici.

## Esponenti noti della mafia russa
Alcuni criminali della mafia russa sono (in ordine alfabetico):
- Arbi Barayev[17], soprannominato "The Terminator", è stato un rinnegato ceceno signore della guerra spesso accusato di legami clandestini con i servizi speciali russi. Nel 1996 è diventato il fondatore e primo comandante dei mujahidin dello Special Purpose Islamic Regiment, che è stato considerato come uno dei principali gruppi in Cecenia, di presa di ostaggi, sequestro di persona e contrabbando di petrolio, durante il periodo senza legge tra la Prima guerra cecena e la Seconda guerra cecena che ha seguito conflitto con la Russia fra il 1994-1996[18]. Barayev, il 22 giugno 2001, è stato ucciso durante un'incursione delle forze militari russe speciali al suo villaggio natale Alkhan-Kala. Sua moglie Zura Barayeva, nell'ottobre 2002, faceva parte del gruppo terroristico che è morto nella crisi del teatro Dubrovka[19].
- Ivan Shvarlis, conosciuto come "il Saggio" e definito come uno dei padri della mafia russa, è stato il boss più potente dell'Estremo Oriente russo ed il primo ad introdurre il traffico di oppiacei nell'ex Unione Sovietica. Dopo l'arresto del figlio Oleg, l'impero immobiliare ed alberghiero che aveva costruito negli anni passò dal valere milioni di euro annui a valere meno di una macchina ordinaria.[senza fonte]
- Oleg Shvarlis, giudicato dagli altri boss russi per i suoi metodi sanguigni e crudeli, fu uno dei volti più temuti dagli altri esponenti. È nota la sua partecipazione nella strage di Togliatti e i suoi vari attacchi dati alle imprese ex-sovietiche. Secondo i documenti (ormai bruciati) e testimonianze delle persone in affari con lui, era determinato ad ottenere la carica del Presidente russo ed estendere i suoi affari a livello mondiale. Queste ambizioni furono rotte nel 2004 dopo il suo arresto.[senza fonte]
- Viktor Bout
- Vitaliy Dyomochka, noto anche come Bondar, è un mafioso russo e boss del crimine nella zona di Vladivostok. Egli è noto per aver scritto, diretto, prodotto e recitato una breve serie TV chiamata Spets[20], che aveva lo scopo di mostrare ai telespettatori la realtà della malavita russa.
- Yuri Ivanovich Essine, detto "Samosval" (ribaltabile), laureato in legge e esperto di marketing internazionale, leader incontrastato della Fratellanza di Solncevo (“Brigata del Sole”). Samosval venne arrestato a Madonna di Campiglio nel 1997. Ben mimetizzato come uomo d'affari, sulla Riviera Adriatica riciclava in attività commerciali il denaro sporco di provenienza russa, gestiva la prostituzione assieme ai clan albanesi, forniva droghe sintetiche prodotte in Russia e d'accordo con i cocaleros colombiani, smerciava la cocaina in tutta Europa[21].
- Ludwig Fainberg detto "Tarzan"
- Zakhar "Shakro" Kalashov, arrestato a Dubai, nel 2005 per riciclaggio di denaro in Costa del Sol (Spagna), traffico di armi, traffico di stupefacenti e sequestro di persona.[22]
- Vladimir Kumarin, fondatore della Tambovskaja banda, detenuto in Russia[23].
- Vjačeslav Ivan'kov detto "Japončik" (piccolo giapponese)[24], ladro, gangster, Racket, trafficante di droga, accusato di estorsione, è stato ammazzato da un cecchino anonimo, il 9 ottobre 2009.
- Ruslan Labazanov (1967–1996) è stato un noto criminale, capo della mafia cecena e capo di una fazione armata cecena, ritenuto da alcuni un esempio di moderno eroe bandito[25]. Il 1º giugno 1996, Labazanov fu ucciso per vendetta di alcuni suoi concittadini.
- Grigory Luchansky, faccendiere Uzbeko di Tashkent, laureato nell'Istituto di Studi di Metallurgia, passaporto russo e cittadinanza israeliana. Attività: contrabbando di armi nucleari e riciclaggio di denaro. Fondò a Vienna la Nordex, che divenne uno dei canali priviligiati di riciclaggio della Banca centrale russa[26].
- Sergej Michajlov detto "Michas"[27]
- Semen Mohylevyč, ritenuto esponente di primissimo piano di gran parte delle estensioni della mafia russa nel mondo.[28]
- Khoz-Akhmed Noukhayev, nome di battaglia "Choža" (nato l'11 novembre 1954), è stato un capo della mafia cecena conosciuta come Obshina.[senza fonte]
- Aleksander Solonik (nato nel 1960 - morto 31 gennaio, 1997), noto anche come "Boguslav il macedone" e "Superkiller", era un sicario russo. Ha svolto numerosi omicidi per il gruppo Orechovskaja e per altre associazioni criminali, nei primi anni novanta. È stato incarcerato nel 1994, solo per sfuggire nel luglio 1995 dal carcere di massima sicurezza Matrosskaja Tišina di Mosca. Si pensa che abbia inscenato la propria morte per sopravvivere sotto falso nome.[senza fonte]
- Hoza Suleimanov, detto "Choza", è stato uno dei capi dell'organizzazione Obšina della mafia cecena. Sarebbe stato ucciso nel dicembre 1994 da un sicario della mafia russa.[senza fonte]
- Khaber Shushanashvili, boss della mafia georgiana, attivo in Spagna fino al 2010 nei campi del settore alberghiero e del loisir, estorsione e della gestione privata della violenza pubblica (cosiddetta privateering). Collegato con strutture politiche e di governo. In Austria gli interessi del gruppo erano diretti da Gotcha Antipov, detto Alfason, e da Koba Akhvlediani. In Italia il luogotenente dei fratelli Shushanashvili era Vatija Varlam Kukhianidze.[senza fonte]
- Alimzhan Tokhtakhounov, conosciuto come "Taiwančik" (il "taiwanese"), è un mafioso di origine uzbeka. Pilotava le scommesse sportive, trafficante di droga e di armi. Arrestato in Italia, è stato liberato dalle autorità ed è sparito, si pensa sia nascosto in Russia.
- Aslan Usojan detto nonno Khasan: considerato il padrino della mafia russa (in particolare del clan Rustavi), è stato ucciso il 16 gennaio 2013 a Mosca da un cecchino all'uscita da un ristorante.[29]